# Émile Allais
Émile Allais (* 25. Februar 1912 in Megève; † 17. Oktober 2012 in Sallanches) war ein französischer Skirennläufer. Er war der erste Franzose, der eine Medaille bei Alpinen Skiweltmeisterschaften gewinnen konnte.

## Biografie
Allais wurde im Februar 1912 im ostfranzösischen Megève, nahe der Schweizer und italienischen Grenze, als Sohn eines Bäckers geboren. Sein Vater fiel im Ersten Weltkrieg. Seine Mutter heiratete später erneut und die Familie erwarb ein Hotel in einem Skigebiet. Im Jahr 1924 verließ Allais die Schule, um im Hotel zu arbeiten. 1929 nahm er beim La Coupe Montefiore erstmals an einem Skilauf teil. Ab 1932 absolvierte er seinen Militärdienst beim 27. Bataillon des Chasseurs Alpins in Annecy, wo er als Skisoldat diente.
Bei den Olympischen Winterspielen 1936 in Garmisch-Partenkirchen erreichte er in der Alpinen Kombination die Bronzemedaille. 1937 wurde er bei den Skiweltmeisterschaften in Chamonix Weltmeister sowohl im Slalom, in der Abfahrt als auch in der damals bedeutendsten alpinen Disziplin, der Alpinen Kombination. Den Erfolg in der alpinen Kombination konnte er 1938 bei den Weltmeisterschaften in Engelberg wiederholen. Während des Zweiten Weltkriegs war Allais zunächst im Bataillon du Haute Montagne eingesetzt und ging nach der französischen Kapitulation in die Résistance, wo er im Bataillon du Mont Blanc als Partisanenkämpfer eingesetzt wurde.
Nach Kriegsende arbeitete Allais unter anderem in den Skiresorts in Squaw Valley, Kalifornien, und Portillo, Chile. 1954 kehrte er nach Frankreich zurück, wo er bis 1964 als Technischer Direktor im Skigebiet Courchevel tätig war. Danach folgten Tätigkeiten als technischer Berater in verschiedenen anderen Skigebieten, darunter La Plagne und Flaine. Allais gründete auch die Skischule Ecole de Ski Français. Im Jahr 2005 wurde er vom französischen Senat für seine Verdienste um den Skisport ausgezeichnet.
Émile Allais starb am 17. Oktober 2012 nach kurzer Krankheit im Alter von 100 Jahren in einem Krankenhaus in Sallanches in den Französischen Alpen.

## Ergebnisse

### Olympische Winterspiele
- Garmisch-Partenkirchen 1936: 3. Kombination

### Alpine Skiweltmeisterschaften
- Mürren 1935: 2. Abfahrt, 2. Kombination, 7. Slalom
- Innsbruck 1936: 6. Slalom, 7. Abfahrt, 8. Kombination
- Chamonix 1937: 1. Abfahrt, 1. Slalom, 1. Kombination
- Engelberg 1938: 1. Kombination, 2. Abfahrt, 2. Slalom

### Arlberg-Kandahar-Rennen
- Abfahrtssieger St. Anton am Arlberg 1936
- Kombinationssieger Mürren 1937